# الحي اليهودي في القدس

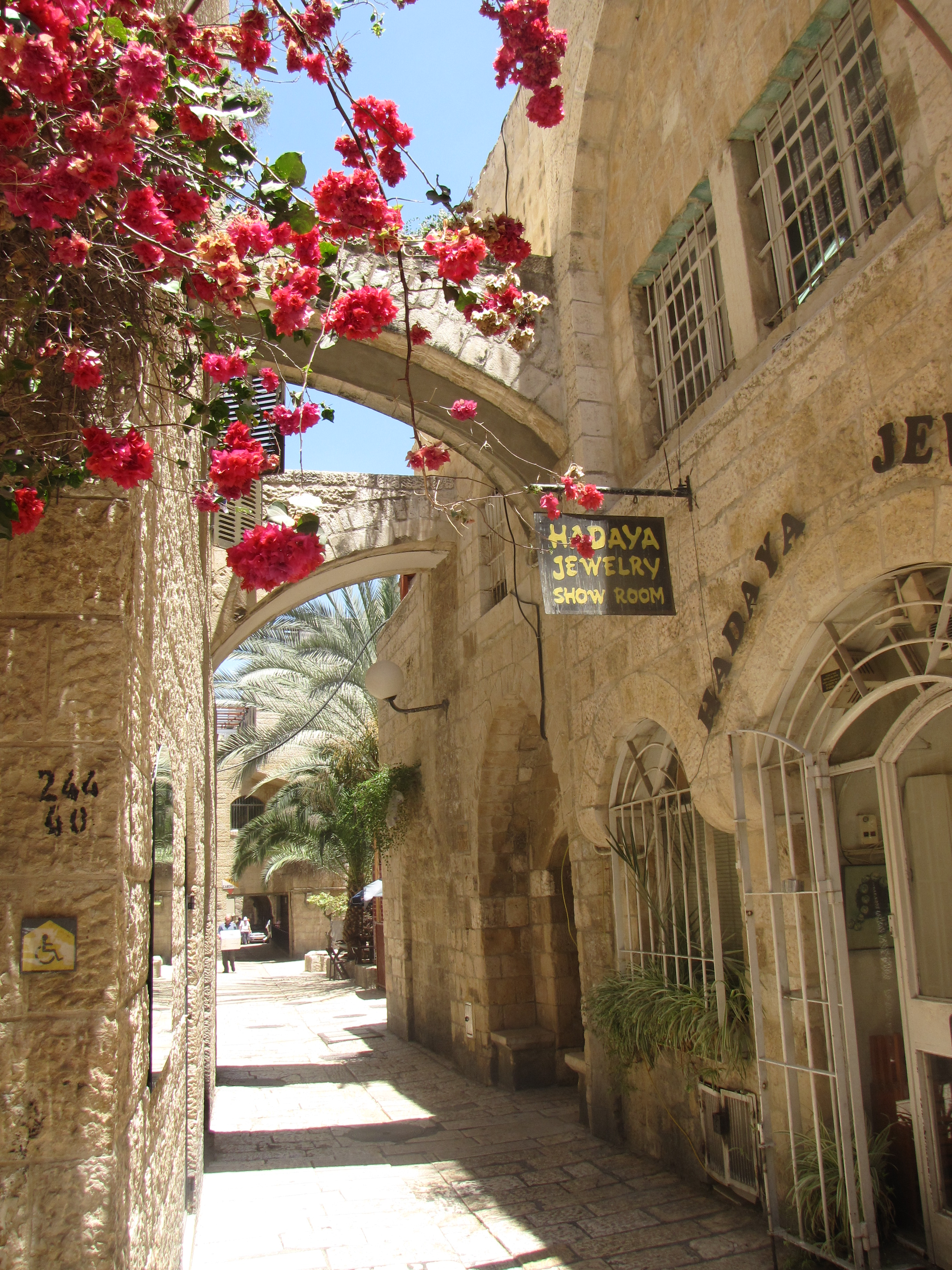
ممر في حارة اليهود

الحي اليهودي أو حارة اليهود وهو واحد من أربعة أحياء موجودة في بلدة القدس القديمة في القدس ومساحته 116 ألف متر مربع، ويقع جنوب شرق المدينة المسوَّرة وواحد من أبوابها هو باب النبي داود ويقع بالقرب منه حارة الأرمن في الغرب ويقع شماله حائط البراق و في الشرق منه يقع الحرم القدسي الشريف ويسكن هُناك 19 ألف ساكن.